# Martin (Carolina del Sur)
Martin es una área no incorporada ubicada en el noroeste de condado de Allendale en el estado estadounidense de Carolina del Sur. La elevación de Martin es de 28 m s. n. m. 